# Georg Stöger-Ostin
Georg Stöger-Ostin (* 24. Juli 1874 in Gmund am Tegernsee, Bayern; † 27. Oktober 1965 in Miesbach) war ein deutscher Autor.

## Leben
Georg Stöger wurde in der damaligen Gemeinde Ostin als Sohn eines Tagelöhners geboren. Der in Miesbach lebende Schriftsteller musste früh seinen Lebensunterhalt in land- und später in forstwirtschaftlichen Betrieben verdienen. Kurze Erzählungen, deren Motive er dem Bauernleben entnahm, fanden bei den Lesern guten Anklang, worauf er sich stärker der Schriftstellerei widmete. Der Verleger seiner ersten schriftstellerischen Arbeiten verschaffte ihm Gelegenheit, Lokalredakteur einer Zeitung zu werden, als welcher Stöger über dreißig Jahre tätig war. Er schrieb über 60 Romane, etwa 100 Kurzgeschichten und mehr als 20 Bühnenstücke.

## Werke (Auswahl)
- Georg Jennerwein, der Wildschütz – Eine Erz. aus d. Bergen nach wahren Begebenheiten. Müller & Königer, München 1929; Neuausgaben gl. Titel: Gesellschaft alpiner Bücherfreunde, München 1939;  Pflaum Verlag, München 1947;

Jennerwein, der Wildschütz. Berg Verlag, München (7. Aufl.) 1974 ISBN 3-7634-0091-5.
- Krach um die Goldene Hochzeit.  Vereinigte Bühnen- u. Musikverlage, Bad Kissingen 1947.
- Der Störenfried. Vereinigte Bühnen- u. Musikverlage, Bad Kissingen 1947.
- Allerhand Leut. Bücher der Heimat, Altötting 1948.
- Heiratsnärrisch’s Volk. Höfling, München 1949.
- Armer Leute Kind. Berg, München 1955.
- Die Drud vom Duxerhof. Berg, München 1956.
- Das letzte Spiel. Berg, München 1956.
- Die Manöversünd. Berg, München 1956.
- Die Wirtin in der Klausen aus dem Voralpenland. Berg, München 1956.
- Der Austragler vom Markhof. Berg, München 1957.
- Die Haberltöchter. Berg, München 1957.
- Unrecht Gut.  Berg, München 1957.
- Hans im Glück. Berg, München 1958.
- Der Wilde Jager von Gmund nach wahren Begebenheiten. Berg, München 1958.
- Die sieben Todsünden und andere Bauerngeschichten. Berg, München 1959.
- Heimatglocken. Bd. 343. Im Banne der Vergangenheit. Pabel, Rastatt/Baden 1963.
- Heimatglocken. Bd. 365. Armer Leute Kind. Pabel, Rastatt/Baden 1964.
- Heimatglocken. Bd. 373. Seine zweite Frau. Pabel, Rastatt/Baden 1964.